# كمال الشاذلي
كمال الشاذلي (16 فبراير 1934 - 16 نوفمبر 2010 )، سياسي مصري، كان يتولى منصب رئيس المجالس القومية المتخصصة وعضو الهيئة العليا للحزب الوطني الديمقراطي، وعضو مجلس الشعب عن دائرة الباجور في محافظة المنوفية. وقد انتخب نائبًا لأول مرة في البرلمان بعام 1964 وكان حينها بعمر الثلاثين عامًا، وظل نائبًا حتى وفاته.
وقد شغل عدة مناصب منها منصب أمين عام الاتحاد الاشتراكي في المنوفية، كما تولى منصب وزير الدولة لشئون مجلسي الشعب والشورى وذلك من 1993 حتى عام 2005، كما شغل منصب الأمين العام المساعد بالحزب الوطني وأمين التنظيم، كما كان زعيم الأغلبية بمجلس الشعب.
وله ثلاثة أبناء هم: محمد ومعتز ومنى.